# The European Magazine
The European Magazine (parfois appelé European Magazine) est un magazine mensuel publié à Londres. Quatre-vingt-neuf volumes semestriels sont publiés de 1782 à 1826. Il est lancé sous le nom de European Magazine, and London Review en janvier 1782, promettant d'offrir « la littérature, l'histoire, la politique, les arts, les bonnes manières et les divertissements de l'époque ». Il est en concurrence directe avec The Gentleman's Magazine et, en 1826, il est absorbé par le Monthly Magazine.
Peu après le lancement du European Magazine, son rédacteur en chef fondateur, James Perry, cède la propriété au spécialiste de William Shakespeare, Isaac Reed, et à ses partenaires John Sewell et Daniel Braithwaite, qui dirigent le magazine pendant ses deux premières décennies.
Les articles et autres contributions du magazine paraissent sous des initiales ou des pseudonymes et sont largement restés anonymes. Les chercheurs pensent que les contributions incluent le premier poème publié de William Wordsworth (1787), et la plus ancienne impression connue de « O Sanctissima », le populaire hymne des marins siciliens (1792),.